# Rhododendron chrysolepis
Rhododendron chrysolepis är en ljungväxtart som beskrevs av Hutchinson och F. K. Ward. Rhododendron chrysolepis ingår i släktet rododendron, och familjen ljungväxter. Inga underarter finns listade i Catalogue of Life.